# Dyer (Familienname)
Dyer ist ein englischer Familienname.

## Herkunft und Bedeutung
Dyer ist ein Berufsname und bezieht sich auf den Färber (von mittelenglisch „deyen“, to „dye“ = färben).

## Namensträger
- Alex Dyer (Fußballspieler, 1965) (Alexander Constantine Dyer, * 1965), englischer Fußballspieler und -trainer
- Alex Dyer (Fußballspieler, 1990) (Alex James Dyer, * 1990), englisch-montserratischer Fußballspieler
- Alvin R. Dyer (1903–1977), US-amerikanischer Apostel der Kirche Jesu Christi der Heiligen der Letzten Tage
- Amelia Dyer (1837–1896), britische Serienmörderin
- Anne Dyer (* 1957), britische anglikanische Bischöfin
- Barry Albin-Dyer (1951–2015), britischer Bestattungsunternehmer
- Bob Dyer (Entertainer) (1909–1984), US-amerikanischer Entertainer und Quizmaster
- Bob Dyer (Songwriter) (1939–2007), US-amerikanischer Singer-Songwriter und Filmemacher
- Bokani Dyer (* 1986), botswanisch-südafrikanischer Jazzmusiker
- Buddy Dyer (* 1958), US-amerikanischer Jurist und Politiker, Bürgermeister von Orlando
- Catherine Dyer (* 1958), US-amerikanische Schauspielerin und TV-Produzentin
- Charles Dyer (1928–2021), britischer Schriftsteller und Schauspieler
- Charles H. Dyer (* 1952), US-amerikanischer Theologe
- Chris Dyer (* 1969), australischer Renningenieur
- Danny Dyer (* 1977), britischer Schauspieler
- David Patterson Dyer (1838–1924), US-amerikanischer Jurist und Politiker
- Deborah Anne Dyer (* 1967), britische Sängerin, siehe Skin (Sängerin)
- Dewayne Dyer (* 1989), Fußballspieler für die Amerikanischen Jungferninseln
- Edward Dyer (1543–1607), englischer Schriftsteller
- Eldon Dyer (1929–1993), US-amerikanischer Mathematiker
- Eliphalet Dyer (1721–1807), US-amerikanischer Politiker
- Elisha Dyer (1811–1890), US-amerikanischer Politiker
- Elisha Dyer junior (1839–1906), US-amerikanischer Politiker
- Elmer Dyer (1892–1970), US-amerikanischer Kameramann
- Geoff Dyer (* 1958), britischer Schriftsteller und Journalist
- Geoffrey Dyer (1947–2020), australischer Maler
- George Dyer (* 1948), US-amerikanischer Autorennfahrer
- Harriet Dyer (* 1988), australische Schauspielerin
- Heather Dyer (* 1970), britische Schriftstellerin
- Hector Dyer (1910–1990), US-amerikanischer Leichtathlet
- Hugh Dyer (* 1961), ehemaliger belizischer Boxer
- Jack Dyer (1913–2003), australischer Australian-Football-Spieler
- Jeannette Dyer (* 1986), US-amerikanische Fußballspielerin und -trainerin
- Jo Dyer (* 1969), australische Filmproduzentin
- Kathleen Dyer (* 1914), britische Leichtathletin
- Kenny Dyer (* 1964), Fußballspieler für Montserrat
- Kieron Dyer (* 1978), englischer Fußballspieler
- Lagi Dyer (* 1972), fidschianischer Fußballspieler
- Leon Dyer (1807–1883), US-amerikanischer Offizier
- Leonidas C. Dyer (1871–1957), US-amerikanischer Politiker
- Lloyd Dyer (* 1982), englischer Fußballspieler
- Lorna Dyer (* 1945), US-amerikanische Eiskunstläuferin
- Louise Hanson-Dyer (1884–1962), australische Musikverlegerin und Kunstmäzenin
- Mark Dyer (Bischof) (1930–2014), US-amerikanischer Bischof
- Mark Dyer (Offizier) (* 1966), britischer Offizier und Politikberater
- Mark Dyer, eigentlicher Name von Warrior King (* 1979), jamaikanischer Reggae-Musiker
- Martin Dyer (* 1946), britischer Informatiker
- Mary Dyer (um 1611–1660), englische Quäkerin
- Melanie Dyer (* ≈1960), US-amerikanische Musikerin
- Moses Dyer (* 1997), neuseeländischer Fußballspieler
- Natalia Dyer (* 1995), US-amerikanische Schauspielerin
- Nathan Dyer (* 1987), englischer Fußballspieler
- Nehemiah Dyer (1839–1910), US-amerikanischer Marineoffizier
- Nyron Dyer (* 1989), Fußballspieler für Montserrat
- Paul Dyer, australischer Musiker, Dirigent sowie künstlerischer Leiter und Mitbegründer des Australian Brandenburg Orchestra
- Peter Swinnerton-Dyer (1927–2018), englischer Mathematiker
- Reginald Dyer (1864–1927), britischer Offizier
- Richard Dyer (* 1945), britischer Autor und Anglist
- Richard Dyer (Fußballspieler) (* 1968), Fußballspieler für Montserrat
- Richard Dyer-Bennet (1913–1991), amerikanischer Folksänger
- Richard C. Dyer (1826–20. Jahrhundert), britischer Kapitän und Kolonialherr
- Robert Allen Dyer (1900–1987), südafrikanischer Botaniker
- Rolla Dyer (1886–1971), US-amerikanischer Mediziner
- Terry Dyer (* 1977), dominicanischer Fußballspieler
- Thomas Dyer (1805–1862), US-amerikanischer Politiker
- Vivian Anthony Dyer (1906–1962), indischer Geistlicher, römisch-katholischer Erzbischof von Kalkutta
- Wayne Dyer (1940–2015), US-amerikanischer Psychologe und Autor
- Wayne Dyer (Fußballspieler) (* 1977), Fußballspieler für Montserrat
- William Gerald Dyer (1929–2006), US-amerikanischer Biologe
- William Turner Thiselton-Dyer (1843–1928), britischer Botaniker